# Lucha de insectos

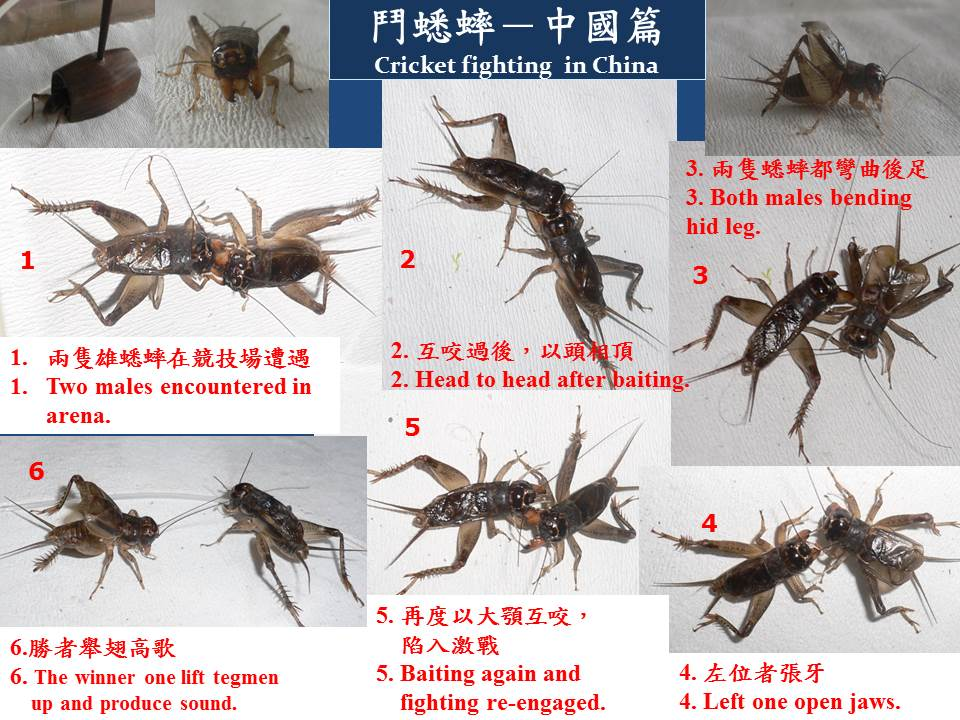
Pelea de grillos en china

La lucha de insectos es un combate bajo supervisión humana originario del lejano Oriente y que ha sido utilizado de distintas maneras:

## Pasatiempo
Es un pasatiempo arraigado culturalmente en diversas áreas de China, Japón, Vietnam y Tailandia, que enfrenta entre sí insectos, y a veces arácnidos, quilópodos, diplópodos y moluscos. Tiene su origen en la dinastía Tang de China (618-907), siendo practicada por personas de alto estatuto social. Un ejemplo es la lucha de grillos.

## Lucha biológica
El término también se refiere a la utilización de insectos depredadores como medio de controlar plagas de otros insectos para proteger las siembras. Estos métodos también tienen origen en China, donde ya se conocían en el siglo III; fueron descritos por los exploradores europeos en los siglos XVII y XVIII. Durante el siglo XIX se experimentaron en las culturas occidentales.

## Gladiator bugs
Es un programa muy popular en Japón de pelea de bichos. Entre sus luchadores están el escorpión, la tarántula, la mantis religiosa, el avispón japonés, el ciervo volante, el ciempiés, y algunos ortópteros. Generalmente siempre se elige en la esquina roja los que creen que ganarán. El luchador favorito es el escorpión y la tarántula, quienes han ganado muchas peleas, sin duda una pelea entre estos dos grandes, es epica. La mantis religiosa, quien no ha conseguido ninguna victoria, es sin duda uno de los luchadores favoritos, no pudo vencer al avispón, que en ese momento se incluyó a la mantis en la esquina roja.